# Costituzione delle Kiribati
La costituzione delle Kiribati (in inglese the Constitution of Kiribati) è l'atto normativo fondamentale delle Kiribati in vigore dal 12 luglio 1979, data dell'indipendenza della repubblica.
Ci sono state revisioni di questa costituzione nel 1995, 2016 e 2018. La costituzione, ispirata al modello di Westminster britannico, creando una repubblica parlamentare, con un parlamento monocamerale, la Maneaba ni Maungatabu, prevede un capo dello stato, detto te Beretitenti, anche capo del governo, eletto. Garantisce il Bill of Rights e la protezione dei diritti fondamentali e delle libertà individuali.
Nel 1977, John Hilary Smith, ultimo governatore britannico delle isole Gilbert riunì una convenzione costituzionale di 150 membri per stilare il testo.
Una nota esplicativa, che non fa parte della costituzione ma la conclude, precisa che la costituzione è stata scritta per far diventare le isole Gilbert una repubblica indipendente con il nome di Kiribati, con effetto al 12 luglio 1979. La costituzione prevede un parlamento eletto, un presidente eletto e un gabinetto responsabile davanti al parlamento, così come una giustizia indipendente e un servizio pubblico. Prevede inoltre la protezione dei diritti umani e delle libertà individuali, disposizioni per la cittadinanza, per le finanze e comprende un capitolo a sé per l'isola di Banaba e i suoi abitanti.
Comprende 10 capitoli:
- Chapter I-The Republic and the Constitution (la repubblica e la costituzione)
- Chapter II-Protection of Fundamental Rights and Freedoms of the Individual (protezione dei diritti fondamentali e delle libertà individuali)
- Chapter III-Citizenship (cittadinanza)
- Chapter IV-The Executive (l'esecutivo): Part I-The Beretitenti Part II-The Kauoman-ni-Beretitenti Part III-The Cabinet Part IV-Executive Functions
- Chapter V-The Legislature (il legislativo): Part I-Composition Part II-Legislation and Procedure Part III-Summoning, Dissolution and Elections
- Chapter VI-The Judiciary (la giustizia): Part I-The High Court Part II-The Court of Appeal Part III-General
- Chapter VII-The Public Service (il servizio pubblico)
- Chapter VIII-Finance (le finanze)
- Chapter IX-Banaba and the Banabans (Banaba e gli abitanti di Banaba)
- Chapter X-Miscellaneous (altro)
  - Schedule I-Oaths and Affirmations
  - Schedule II-Territory of Kiribati (il territorio delle Kiribati)